# Есенков, Валерий Николаевич
Валерий Николаевич Есенков — русский писатель, автор биографических и исторических романов. Родился 25 сентября 1935 года в Ярославле. Умер после продолжительной болезни 8 апреля 2020 года. Похоронен на кладбище рядом со своим дедом, священнослужителем, в селе Рождественное Некрасовского района Ярославской области.
Отец, Есенков Николай Михайлович, из потомственных крестьян, командир Красной Армии, участник Великой Отечественной войны, орденоносец. Мать, Зоя Сергеевна Синицына-Богородская, из потомственных служителей церкви. В 1958 году окончил историко-филологический факультет Ярославского пединститута с красным дипломом. После выпуска по распределению был направлен учителем в село Унда Балейского района Читинской области. Вернувшись в Ярославль, работал учителем, журналистом, преподавателем театрального и культурно-просветительного училищ. В 1988 году вышел на пенсию, полностью посвятив себя литературе. Жил в родном городе. 
Получил известность как автор историко-биографических повестей и романов. Его внимание привлекали прежде всего личности литераторов: Грибоедова, Гоголя, Достоевского, Гончарова, Тургенева, Тютчева, Булгакова. Но также его интересовала природа власти, образы правителей – реформаторов и диктаторов, как европейских, так и российских.

## Произведения
1.     Железная зима. Повесть о Тютчеве. Альманах Истоки, 1982, Москва. Тираж 75 000 экз.
2.     Совесть. Повесть о Гоголе. Журнал Подъём №№ 4,5, 1983,  Воронеж
3.     Отпуск. Повесть об И.А. Гончарове. Журнал Волга, №№ 8,9, 1983, Саратов
4.     Отпуск. Повесть об И. А. Гончарове. — М.: Современник, 1985. Тираж: 100 000 экз. ISBN 5-270-00393-7
5.     Три дня в августе. Повесть о Достоевском. Журнал «Север», №1,2, 1987 г., Петрозаводск
6.     Три дня в августе. Повесть о Достоевском. — М.: изд-во Современник, 1989 г., 75000. экз. ISBN 5-270-00393-7
7.     Дуэль четырёх.  Повесть о Грибоедове. Журнал Грани № 171, 1994 г., Франкфурт-на-Майне
8.    Рыцарь, или легенда о Михаиле Булгакове. — М.: Классика, 1997. — 800с. Тираж: 11000 экз. ISBN 5-89073-007-X
9.    Совесть. Исторический роман о Н. В. Гоголе. — М.: Армада, 1998. Тираж 13500 экз. ISBN 5-7632-0660-6
10.  Игра. Повесть о Достоевском.—М.: Армада ,1998 г., 7000 экз. ISBN 5-7632-0762-9
11.  Жребий. Повесть об Иване Грозном. Журнал Русский путь №1, 2003 г.,  Ярославль
12.  Дуэль четырёх. Исторический роман об А. С. Грибоедове. — М.: Армада, 2004. Тираж 7000 экз. ISBN 5-17-022229-7
13.  Кромвель. Восхождение. —  М.: АСТ, 2004.Тираж: 5000 экз. ISBN 5-17-023237-3.
14.  Генрих VIII. Казнь. — М.: АСТ, 2005.Тираж: 5000 экз. ISBN 5-17-029189-2.
15.  Удивительные приключения авантюриста, коммерсанта, дипломата, шпиона, издателя и драматурга Пьера Огюстена 
      Карона де Бомарше.  Ярославль, 2005, 369с., ISBN 5-91065-019-X
16.  Иоанн царь московский Грозный. В 2-х томах, Ярославль, том 1=369с., том 2=338с., 2005г., ISBN 5-88610-076-7
17.   Ярослав Мудрый, г. Ярославль, 2007. 155с. Тираж 3000 экз. ISBN 5-91065-006-8
18.   Царь. Об Иване Грозном.—М.: Астрель», 2010. Тираж 4000 экз. ISBN 978-5-17-062592-5
19.  Страсти по Булгакову. В 2-х томах. — М.: Раритет, 2016. Тираж 1000 экз. ISBN 978-5-85735-193-2, 978-5-85735-195-6, 978-5-85735-197-0
20.  Повесть о молодом Тургеневе. Журнал Подъем, 2018, № 10. Воронеж.
21.  39-й роковой. — М.: Раритет, 2018. Тираж 1000 экз. ISBN 978-5-85735-207-6
22.  Смерть Грозного. Журнал Подъем, 2019, № 12. Воронеж.
Ссылки
- Автобиография В. Н. Есенкова в журнале Русский путь.
- Вадим Кожинов, Отзыв о рукописи Валерия Есенкова «Совесть».